# 圣淘沙

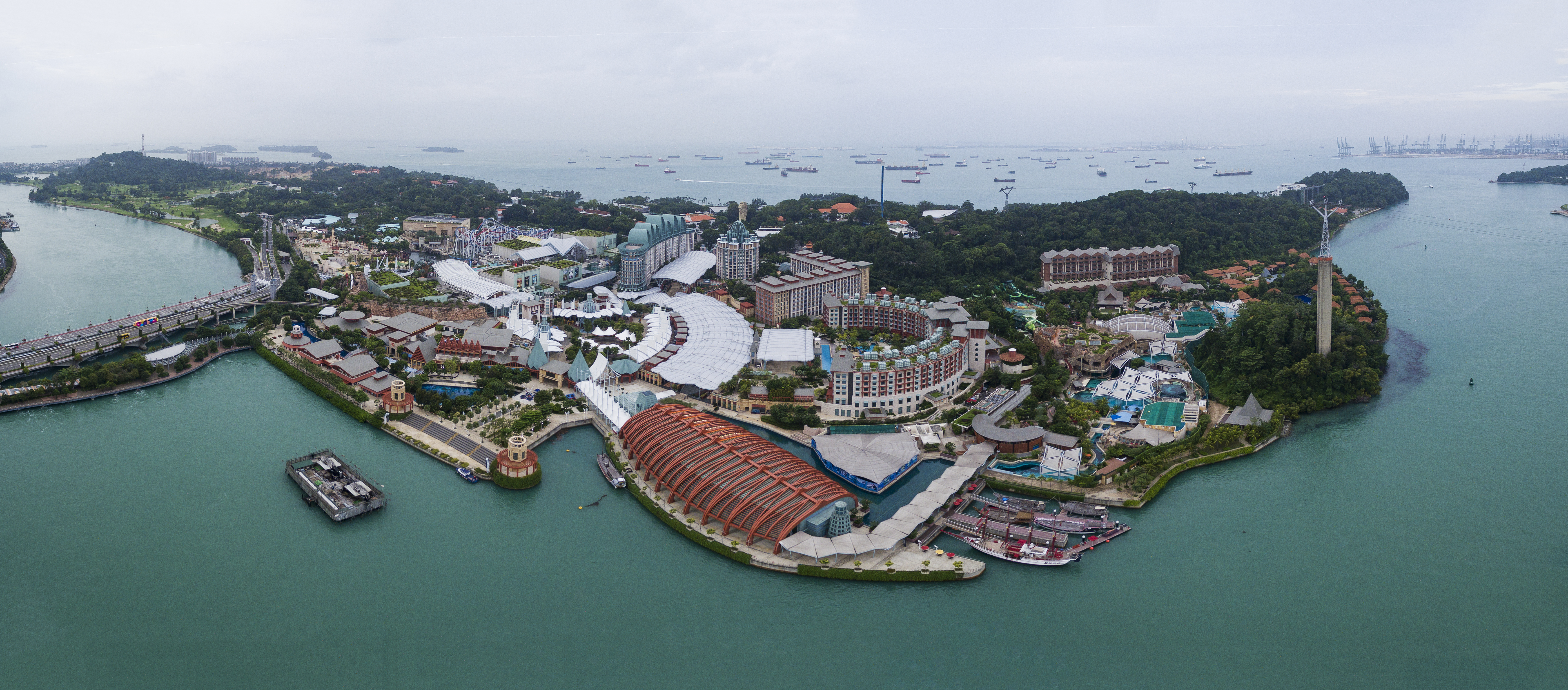
圣淘沙

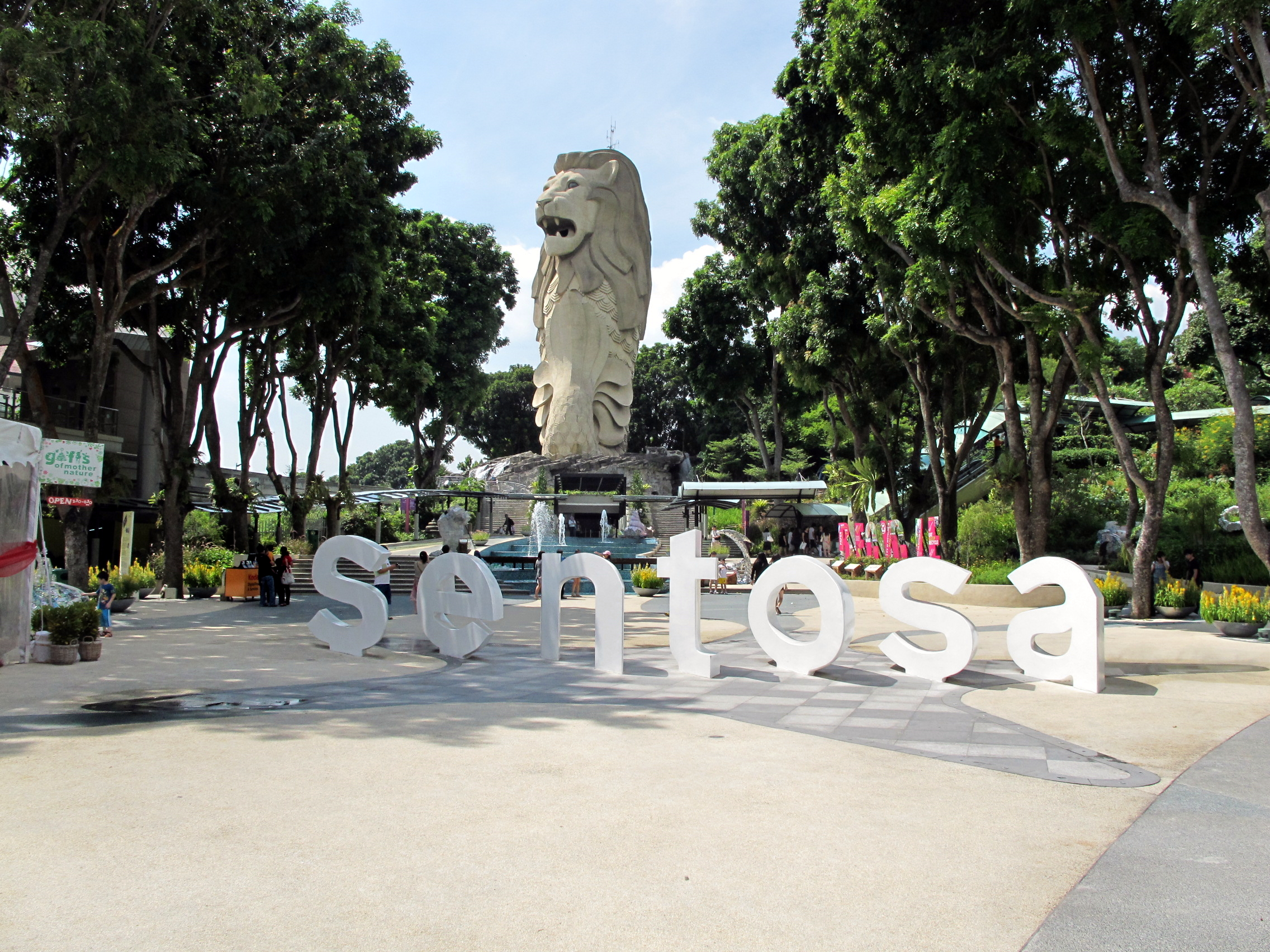
鱼尾狮塔為圣淘沙的著名地標之一

圣淘沙，在马来语中意为「宁静」，是很受欢迎的新加坡岛屿和旅游胜地，每年約有2千万游客到访。岛的南岸有长度超过2公里的海滩，二战留下的西罗索炮台（Fort Siloso）、两个高尔夫球场及7間酒店。當中还包括圣淘沙名胜世界及其运营的新加坡環球影城主題公園。

## 历史
圣淘沙岛最初只是一个小的渔村，名叫“勿拉江马地岛”，在马来语中是「绝后岛」之意。1972年，新加坡政府决定将该岛开发成国内假日旅游景区。根据公众的建议，该岛被重新命名为“圣淘沙”，即马来语「宁静」之意。
在二战中，这里是英国的军事要塞，建有西罗索炮台等工事。英军在此部署了防卫火炮，指向南方，准备抵抗日本从海上的进攻。然而，日本人最终从北面进攻和占领了新加坡，与之前入侵马来亚（现在的西马来西亚或马来西亚半岛）使用的是相同的戰術。1967年，英国人将该岛交还给了新成立的新加坡政府。
1974年，來往圣淘沙及花柏山的纜車系統正式啟用。其後1980年代至1990年代，島上陸續興建多項遊樂設施，包括修復西罗索炮台、興建Singapore & Surrender Chambers 博物館、音樂噴泉及海底世界。到了1992年，來往圣淘沙陸地的天橋正式啟用。然而，圣淘沙內絕大部份遊樂設施均需收費，使當地人對該處逐漸失去興趣。因此，有一個笑話說：「圣淘沙又昂貴，也沒有東西看」。因此自2006年起，新加坡政府決定在島內興建聖淘沙名勝世界及新加坡環球影城主題公園，並將島內的設施進行改建工程，以吸引本地人及海外旅客。但環保評估報告指該工程造成生物多樣性的喪失，棲息地的破壞，土壤侵蝕，氣候變化以及其他一些破壞性的生態影響。
到了2007年起，島內原有的碼頭、噴泉花園、音樂噴泉及Asian Village等設施因興建聖淘沙名勝世界及新加坡環球影城主題公園而被迫拆卸。原址於2010年至2011年完成發展。
2018年6月12日，2018年北韓-美國高峰會在聖淘沙舉行。

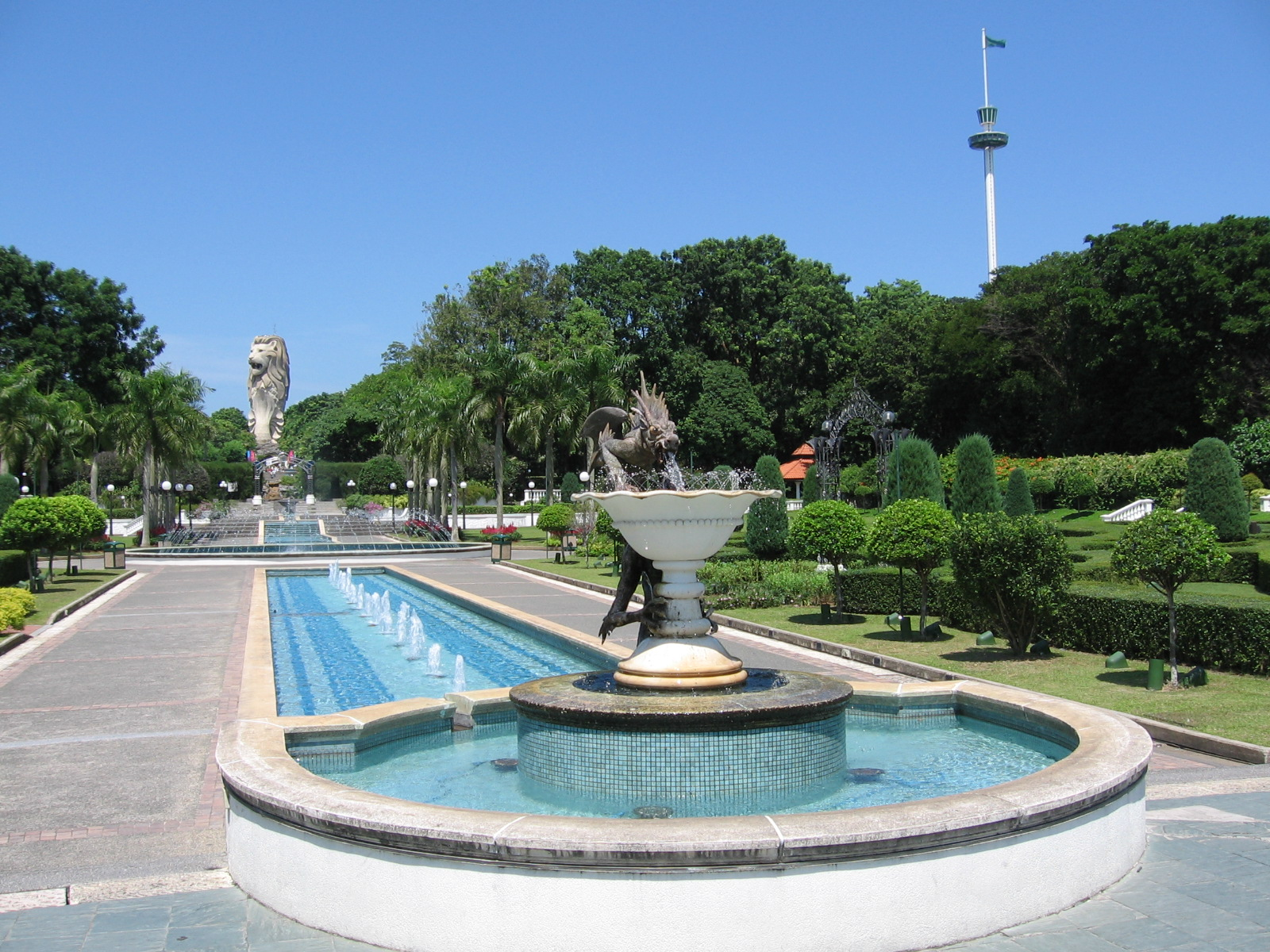
昔日的噴泉花園
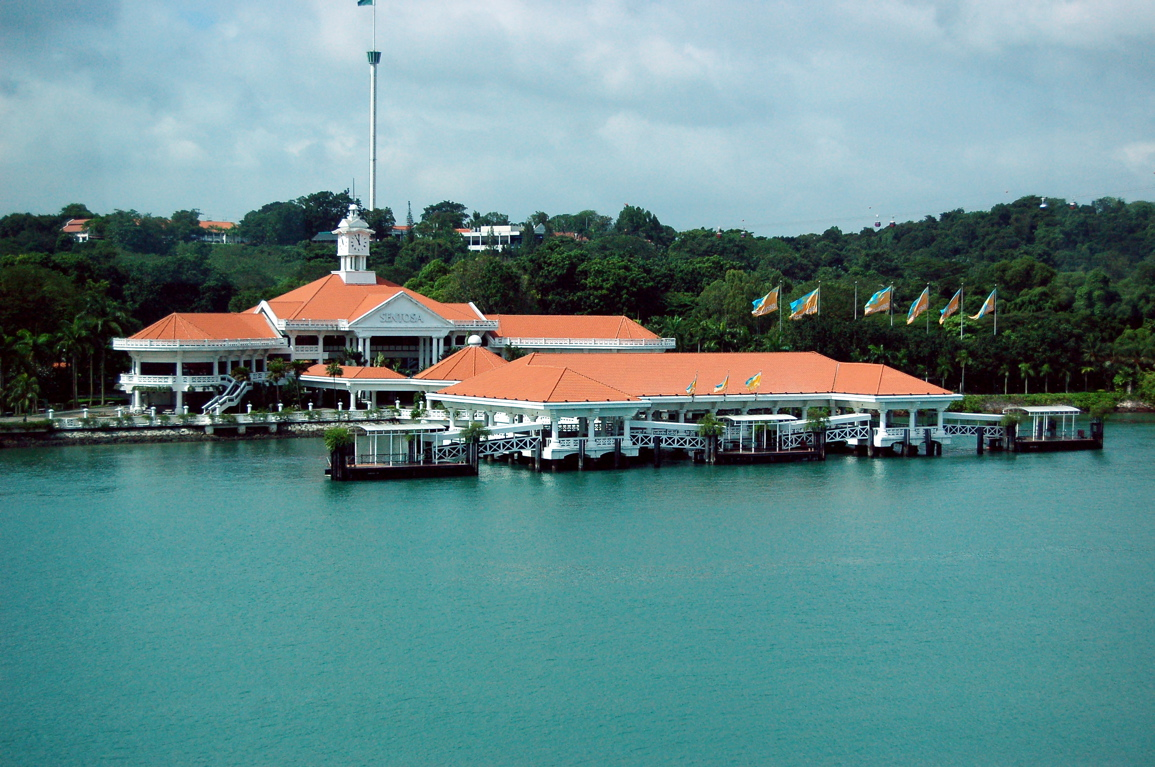
已拆卸的碼頭
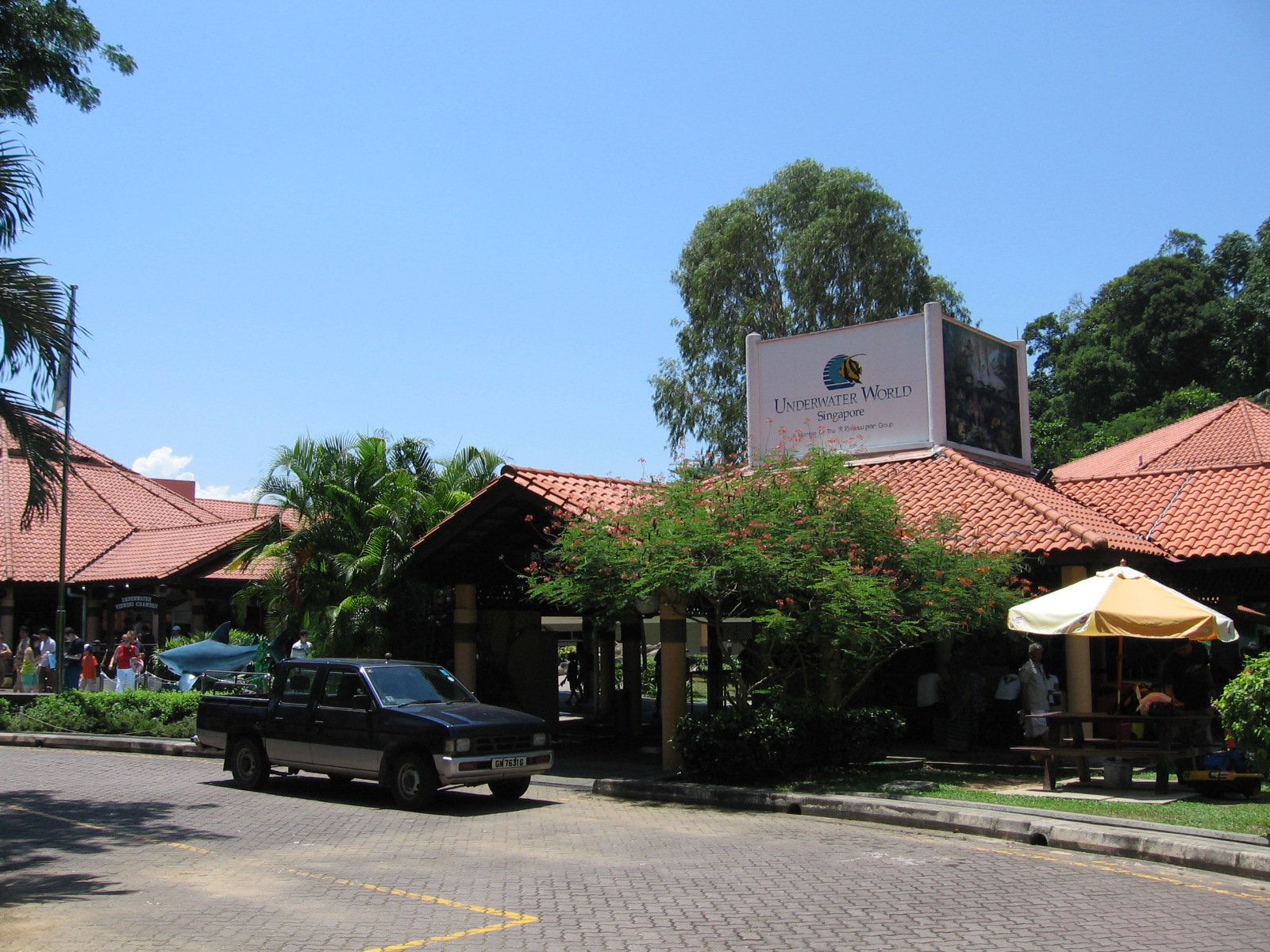
已拆卸的Underwater World

## 地理

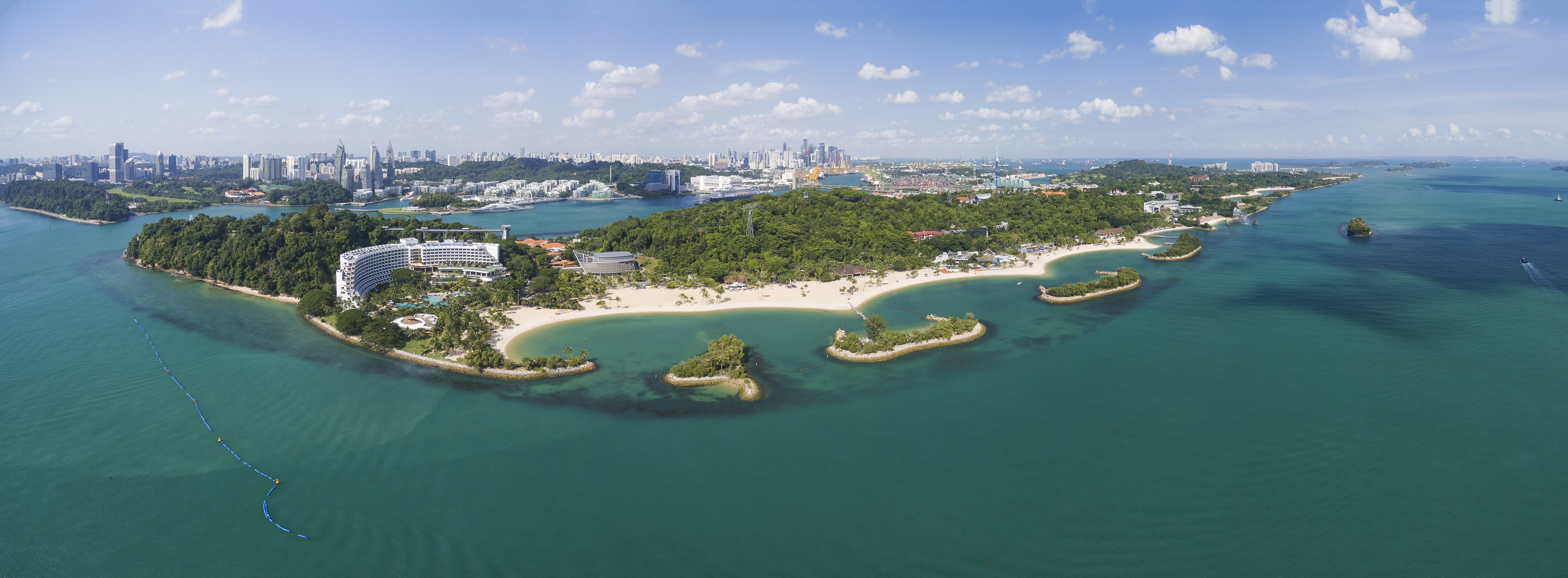
圣淘沙岛南部的沙灘

圣淘沙岛面积5平方公里，距离新加坡本岛南岸只有半公里（1/4英里），是新加坡第四大岛屿（除本岛外）。岛屿面积的70%被次生雨林覆盖，栖息着巨蜥、猴、孔雀和鹦鹉等动物以及各种其他当地的动植物群。岛上还有3.2公里长的白色沙滩。近来大面积的土地正被通过填海添加到圣淘沙。

## 交通
在交通方面，早年可通过堤道公路或經单轨列车缆车从「珠宝盒」（The Jewel Box）出发途经港湾站（HarbourFront）即可到达圣淘沙。1982年2月啟用的聖淘沙單軌列車曾經是島內的重要的交通工具，連接新加坡本島花芭山和聖淘沙島。不過到了2007年被耗资1亿4千万新币兴建的圣淘沙捷运往来与圣淘沙与新加坡本岛的铁路系统取代。
- 岛上设有完善的汽车公路網，島上各處亦遍布羊腸小徑；
- 岛的北部设有一道公路桥梁链接新加坡本岛。
- 岛的西部之「圣淘沙站」（Sentosa Station），设有全长約兩公里的缆车系統：
- 「圣淘沙站」（Sentosa Station）经「港灣」（HarbourFront）至「珠宝盒」（The Jewel Box）
- 圣淘沙捷运於2007年1月15日年通車，游客可以轻松地在港湾地铁站从「东北地铁线」（North East MRT Line）换乘圣淘沙捷运，列车只要4分钟就能到达圣淘沙岛。
- 「港湾巴士转换站」（HarbourFront Bus Interchange）经「圣淘沙」（Sentosa）经「鱼尾獅」（Merlion）至「巴拉灣海滩」（Palawan Beach）。
- 2011年1月29日，聖淘沙跨海步行道（BoardWalk）正式向公眾開放，可以直接從本島步行到聖淘沙。

## 天然風光
- 島上有「實拉蓬山」（Serapong Hill）、「拉克山」（Lark Hill）及「英比奥山」（Imbiah Hill）等小山崗。
- 島上各處有大小不一的湖泊、池塘、人工噴泉等水景超過20處；
- 島的西部設有「英比奥山天然保護區」（Imbiah Nature Reserve），中央是「英比奥瀑布」（Imbiah Falls）
- 海浴場均設在島的南部：
  - 「西乐索海灘」（Siloso Beach）：灘長約800米，離岸約150米處有4個小島礁，形成天然屏障，設有「水上浮臺」（Floating Pontoon）從岸邊連接其中一個島礁。
  - 「巴拉湾海灘」（Palawan Beach）：灘長約700米，離岸約50米處有一個小島礁，形成天然屏障，設有「繩索吊橋」（Suspended Rope Bridge）從岸邊連接它。
  - 「丹戎海灘」（Tanjong Beach）：灘長約480米，離岸約130米處有一個小島礁，形成天然屏障。

## 高爾夫球場
- 島的北部有「實拉蓬高爾夫球場」（Serapong Golf Course）；
- 島的南部有「丹絨高爾夫球場」（Tanjong Golf Course）。

## 飯店
- 香格里拉聖淘沙大酒店（Shangri-La's Rasa Sentosa Resort）
- 新加坡圣淘沙乐怡渡假村 (圣淘沙岛)Costa Sands Resort (Sentosa)
- 圣陶沙喜乐度假酒店 (圣淘沙岛)Siloso Beach Resort Sentosa
- 圣淘沙艾美酒店 (圣淘沙岛)Le Meridien Singapore, Sentosa
- 圣淘沙安曼纳圣殿度假酒店 (圣淘沙岛)Amara Sanctuary Resort Sentosa
- 嘉佩乐酒店 Capella Singapore
- 新加坡圣淘沙索菲特水疗度假酒店 Sofitel Singapore Sentosa Resort & Spa
- 圣淘沙湾W酒店 (圣淘沙岛)W Singapore Sentosa Cove
- 邀堡聖淘沙酒店 The Outpost Hotel by Far East Hospitality [3]
- 悅樂聖淘沙酒店 Village Hotel at Sentosa by Far East Hospitality [3]
- 百瑞營聖淘沙酒店 The Barracks Hotel at Sentosa by Far East Hospitality [3]

## 住宅區
島的東岸有五個湖中小島嶼：珊瑚島（Coral Island）、天堂島（Paradise Island）、珍寶島（Treasure Island）、珍珠島（Peral Island）、仙地島（Sandy Island），它們周邊建有約兩百多幢高檔次的私人住宅，統稱「升濤灣」（Sentosa Cove）。

## 景点
圣淘沙有着一系列景点和博物馆，为游客提供了多样的旅游体验。
- 在蝴蝶公园（Butterfly Park）这一活的博物馆，人们可以漫步于美丽的花园中欣赏超过50种，1,500只活的蝴蝶。这些蝴蝶生活在一个室外的温室里，里面小的Eurema sari只有25毫米（1英寸）大，大的Papilio iswara则有150毫米（6英寸）大。
- 已歇業？
- 昆虫王国（Insect Kingdom）中有超过三千种美丽而稀有的来自世界各地的昆虫，包括160毫米大的巨犀金龟甲虫。
- 已歇業？
- 岛的西面安置着在二战中西罗索炮台(Fort Siloso)的大炮。游客还可以探索一下碉堡，地道和炮台的组合。
- 新加坡杜莎夫人蜡像馆于2014年10月25日开馆，是亚洲地区杜莎夫人蜡像馆的第七家场馆。